# Pet Shop Boys
Pet Shop Boys es un dúo de synthpop británico, conformado por el cantante y compositor Neil Tennant y el tecladista y compositor Chris Lowe, formado en Londres, en 1981. Tuvo su máximo esplendor durante mediados de los años 80 y hasta finales de los 90, y hasta la fecha, el grupo ha vendido más de 100 millones de discos en todo el mundo.
Ganadores de tres premios Brit y nominados en seis ocasiones a los Grammy, desde su debut en 1984, el dúo ha lanzado 15 álbumes de estudio, de los cuales 9 ingresaron dentro del Top 3 en los UK Charts y 44 de sus sencillos han alcanzado el Top 20 y 22 el Top 10, además de cuatro número uno: «West End Girls»", «It's a Sin», «Always on My Mind» y «Heart». Sus éxitos los llevaron a liderar lo que se conoció como la segunda invasión británica.En 1999, fueron catalogados como el dúo más exitoso de la historia del Reino Unido por el Libro Guinness. En los Brit Awards de 2009, fueron galardonados con un premio por su destacada contribución a la música.
Salvo contadas excepciones en los años 80, a partir de finales de los 90 el dúo compone y colabora frecuentemente con otros artistas, tanto en la producción, composición y remezcla de temas. Son considerados pioneros del pop electrónico.

## Historia

### Nacimiento del grupo
Neil Tennant y Chris Lowe se conocieron en una tienda de artículos electrónicos en King's Road, en Chelsea, Londres el 19 de agosto de 1981. Esto sucedió debido a que Neil, después de la compra de un piano electrónico, no sabía cómo enchufarlo a una fuente de potencia, y entonces se dirigió a la mencionada tienda para adquirir un plug especial para el equipo; ahí fue que se encontró con Lowe.
Como tenían en común su afición a la música (Tennant escribía como crítico musical en Smash Hits, una revista musical que dejó de existir en 2006), decidieron escribir juntos, a pesar de la disparidad de gustos artísticos entre ellos: a Neil le gustaba la música clásica y a Chris el dance. Originalmente se llamaron "West End", debido a su gusto por el centro londinense, y con ese nombre etiquetaron algunas de sus cintas demo, pero luego cambiaron a su nombre actual recordando a un amigo de ambos que trabajaba en una tienda de mascotas. A Tennant, particularmente, le gustó mucho este nombre porque sonaba como el de un grupo de rap.

### Formación y debut (1983-1986)
En 1983, Neil es enviado por Smash Hits a Nueva York para realizar una entrevista a Sting. Allí aprovecha para concertar una reunión con el productor de hi-NRG, Bobby Orlando. Comparten una comida y tras escuchar algunos demos de «Opportunities» e «It's A Sin» entre otros, deciden colaborar en un disco.En abril de 1984, se estrena la primera versión de «West End Girls», producida por Orlando, la cual fue un éxito en los clubes de la costa oeste de Estados Unidos.
En marzo de 1985, después de largas negociaciones, los Pet Shop Boys terminan sus vínculos contractuales con Orlando y contratan a Tom Watkins como gerente, y firman contrato con el sello discográfico EMI. En abril, Tennant abandona su puesto en la revista Smash Hits y en julio se estrena la primera versión de «Opportunities (Let's Make Lots of Money)», que alcanzó el puesto 116 en el Reino Unido.
Su primer álbum fue Please, nombre que, según el dúo, al pedirlo en una tienda se oyera algo como: «Can I have the Pet Shop Boys album, please?» («¿Podría darme el álbum de los Pet Shop Boys, por favor?»); el cual fue lanzado el 23 de marzo de 1986, alcanzando el puesto número tres en las listas británicas. Desde que fue editado el 28 de octubre del año anterior, «West End Girls» (el cual llegó al primer lugar de las listas en 9 países, el Reino Unido y EE. UU. incluidos), fue su credencial para el público. Generalmente esta canción es nominada a toda clase de encuesta ochentera que hay en la TV británica, muchas veces resultando vencedora. Tal fue el éxito de la canción en su época, que sirvió para que obtuvieran sus primeros premios a nivel global.
Luego saldría como sencillo, «Love Comes Quickly», que alcanzó el puesto #19 en las listas británicas y un triste número 62 en la Billboard, siendo una verdadera decepción para el dúo, quienes veían a esta canción como su favorita del álbum.
«Opportunities (Let´s Make Lots of Money)», fue el tercer sencillo de su trabajo y alcanzó el #11 y #10 en el Reino Unido y EE. UU. respectivamente. Cabe destacar que en la versión del álbum Please, Opportunities (Let´s Make Lots of Money) se presentaba con una versión bastante más renovada a manos del productor Stephen Hague (O.M.D., The Communards, Jimmy Sommerville, New Order, Erasure entre otros), que modificó la primera versión en formato sencillo donde fue producida por J.J.Jeckzalic y Nicholas Froome (Art of Noise) en 1985, además de ser remezclada por Ron Dean Miller y The Latin Rascals. La versión remix contó con la primera colaboración del grupo con Shep Pettibone, logrando de esta manera el número 1 en la lista Hot Dance de la revista Billboard.
Su primera gira estaba prevista para 1986, pero se postergó a 1989, dada la reticencia inicial del dúo a aparecer en público. Al tiempo, su sencillo «Suburbia» llegaba al n.º 8 de las listas de éxitos británicos y al 70 del otro lado del Atlántico, esta vez producida por Julian Mendelsohn (Hall & Oates, Frankie Goes to Hollywood, entre otros), siendo esta la primera participación de este productor con ellos. Dicho tema se inspiró en la película de Penelope Spheeris, que narra las revueltas juveniles en las metrópolis industrializadas. El video se grabó en parte en la ciudad de Los Ángeles, aprovechando un viaje que realizaron motivo de una nominación de los MTV Awards.

### Actuallyy fase imperial (1987-1988)
Con el lanzamiento en junio de 1987 de «It's a Sin», su segundo sencillo #1, llegaría lo que se conoció como "fase imperial", término utilizado por los fans y por el propio dúo para referirse a la época de éxitos internacionales sin precedentes en su historia. «It's a Sin» recibió críticas, pero también elogios como los de War Cry, revista del Ejército de Salvación, que le dio su visto bueno acerca del concepto de pecado en la modernidad.
El 16 de agosto, el dúo participa en el especial televisivo "Love Me Tender", en conmemoración del décimo aniversario del fallecimiento de Elvis Presley. Allí presentaron su versión de «Always on My Mind», introduciendo una variación armónica no presente en el original de Presley. La canción tuvo una muy buena aceptación de parte del público, por lo que el dúo decide lanzarla como sencillo, logrando el número uno en las listas de varios países y alcanzando el #4 en el US Billboard Hot 100. Acertadamente, no fue incluida en Actually, sino en su siguiente trabajo, donde aparecería en conjunto como una canción de larga duración con la pista de acid-house "In My House". Hasta esa fecha, la versión más conocida de la canción era la de Elvis Presley en 1972, totalmente distinta a la que el dúo lanzó ese año. Décadas más tarde, el diario The Telegraph consideró que la versión de los Pet Shop Boys era el segundo mejor cover en toda la historia de la música, solamente antecedida por la versión de «All Along the Watchtower» de Jimi Hendrix.
El 7 de septiembre del mismo año, sale su álbum Actually, que para muchos críticos es uno de sus mejores trabajos. El destino de sus canciones habían adquirido un rumbo distinto al que existía en Please y esta vez apuntaban a la serie de políticas instauradas en la era “Thatcher”. Esta sería la época en la cual el dúo adquiriría mayor fama a nivel mundial y eso quedaría demostrado en el buen lugar que tuvieron sus sencillos en los listados.
Incluida en el álbum fue la mítica canción «What Have I Done To Deserve This?», un dúo con Dusty Springfield, editada como sencillo unas semanas antes de la publicación del álbum, canción que siempre ha sido muy estimada por los componentes del dúo ya que Dusty Springfield ha sido siempre un referente musical para ambos. También forma parte del álbum la canción «It Couldn't Happen Here», la única canción pop coescrita con el genio de las bandas sonoras Ennio Morricone, aunque su participación fuera de una forma indirecta, ya que les hizo llegar unas líneas orquestales desechadas de sus trabajos a partir de las cuales los Pet Shop Boys compusieron la canción. En esta misma época, deciden rodar una película que llevó el nombre de esta canción en cuestión y que trataba acerca de la propia vida de los integrantes del dúo, bajo la visión bastante peculiar del director Jack Bond. En el filme participaron actores británicos de gran trayectoria como Joss Ackland y Neil Dickson, pero aun así, parte de la crítica especializada destrozó la película y otro sector la elevó a tal punto que ganó un Gold Jury Award en el Houston Film Festival Awards. Escenas de la cinta aparecen en el video del sencillo "Always on my Mind".

### Discos de consolidación y experimento (1988-1992)

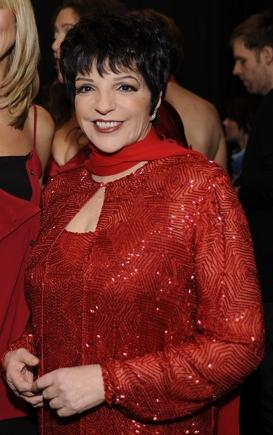
Liza Minnelli

El 12 de septiembre de 1988 se lanza «Domino Dancing» como primer sencillo de su siguiente álbum. El relativo fracaso comercial (entre los diez primeros, en un período en el que tuvo importantes ventas) en comparación a sus anteriores éxitos, marcó el final de la "fase imperial" según Tennant. El álbum Introspective, editado en 1988, muestra una clara influencia de la cultura house e incluye canciones de peso, como «Left to My Own Devices», el citado «Domino Dancing», «It's Alright» y «I'm Not Scared», canción que fue grabada también por el grupo Eighth Wonder (Patsy Kensit) y «I Want a Dog» (remezclada por Frankie Knuckles, siendo esta la primera producción de estilo música house para un grupo exitoso), anteriormente utilizada como lado B del sencillo «Rent» en 1987. Por primera vez, el dúo graba canciones para un álbum de estudio que sobrepasan los 6 minutos de duración y que están dedicadas principalmente para los Djs y para los coleccionistas de vinilos de 12 pulgadas.
«Left to My Own Devices» es considerada por los fanáticos como la «Bohemian Rhapsody» de los Pet Shop Boys por la gran calidad orquestal y musical del tema en la cual se conjugan los beats con una elegante pieza de gran factura. En la versión del álbum se puede apreciar la ambientación totalmente teatral de la canción donde incluso se escucha cantar a una soprano, todo esto bajo la producción del genio de Trevor Horn y Stephen Lipson. «Domino Dancing» es otro de los temas de alto impacto del álbum, una mezcla de disco y pop electrónico con influencias latinas que causó sorpresa entre los fans al escuchar al dúo incurrir en esas aguas. Para ello, recurrieron a la ayuda de Lewis Martineé, un productor que en ese tiempo estaba bastante de moda por consagrar a varios artistas ochenteros (Exposé, etc.) y que le supo dar los ritmos necesarios que el dúo necesitaba en ese entonces. La canción está inspirada en un colaborador de los Pet Shop Boys que cuando jugaba dominó con Chris Lowe, siempre le ganaba y se ponía a bailar para celebrar sus triunfos. Para 1989 hicieron dúos con Dusty Springfield y Liza Minnelli, que fueron editados en discos como Scandal (banda sonora original del filme), Reputation y Results incluidas otras canciones. De esta manera, Pet Shop Boys no solamente se comenzaba a consagrar como un grupo que hacía un pop inteligente y que daba resultados, sino que también desarrollaban una faceta como colaboradores y productores musicales que les harían ganar un gran prestigio dentro de la industria musical. El dúo sería sindicado como los responsables del nuevo respiro musical que tuvo Liza Minnelli a fines de los 80 y principios de los 90 tras una seguidilla de malos resultados por parte de la cantante-actriz. En ese mismo año inicia su primer ciclo de conciertos, que los lleva a Gran Bretaña, Japón y Hong Kong.
El 22 de octubre de 1990, sale su álbum Behaviour, un disco de atmósfera más intimista, en el que se puede descubrir a Pet Shop Boys en estado puro. El disco fue grabado en Múnich, Alemania, en una colaboración con el productor Harold Faltermeyer. Inicialmente no tuvo una gran acogida por parte del público y el dúo debe enfrentarse a su primera crisis de ventas, pero con el paso del tiempo se acabaría convirtiendo en una pieza de culto, no solo para sus fanes, sino que para el público en general. Usualmente, Behaviour aparece en las listas de los mejores álbumes de los 90 e incluso es frecuente encontrarlo en distintas encuestas de Internet. Lo presentan en 1991 en una gira mundial que los lleva a Japón, Estados Unidos y Europa. Ofrecen conciertos en Barcelona y Madrid, que causan un gran impacto por su sofisticada puesta en escena teatral, apoyada en un amplio equipo de actores y bailarines. Esta gira llevaría el nombre de Performance, y sería reconocida y alabada por la prensa de aquel entonces por la temática teatral que combinaba el sexo, la religión, los vicios y una autocrítica descarnada a sus propias vidas, obviamente ambientadas en el transcurso de las canciones que interpretaba el dúo. La puesta en escena no solo combinaba a artistas venidos desde el ballet clásico, sino también a cantantes de gran nivel, conociéndose así a Sylvia Mason-James, la más grande colaboradora en la historia del dúo a nivel vocal.
En paralelo, Tennant y Lowe se enrolan en el grupo Electronic, junto a Bernard Sumner (New Order) y Johnny Marr (The Smiths), aunque tantos egos juntos solo dieron para tres individuales y ya para la edición del primer álbum, el grupo ya era dúo, solo con Sumner y Marr. Tennant colaboró de manera solitaria en "Getting away With it" y "Dissappointed", canciones que a la larga, son las más recordadas de este provisorio dúo que luego editó dos álbumes más. En esta época fue la primera vez que se rumoreaba acerca de la separación de los dúo debido a una supuesta depresión que tendría Tennant debido a la muerte de su amigo, Christopher Dowell, producto del sida, enfermedad que se estaba propagando a gran escala entonces. Sin embargo, la rápida vinculación de Lowe a Electronic para colaborar en conjunto con su compañero en la canción "The Patience of a Saint", sirvió para despejar las dudas de ese momento.
El 4 de noviembre de 1991, el dúo lanza Discography, un álbum compilatorio de sus grandes éxitos, que incluyó sus primeros quince sencillos más tres nuevas canciones, también disponibles como individuales: «DJ Culture», un cover del sencillo de la banda irlandesa U2 «Where the Streets Have No Name (I can't take my eyes off you)» (lanzado en marzo de ese año) y «Was It Worth It?»;

### Veryy la vuelta a las luces (1993-1995)
En 1993, viajan a Rusia para inaugurar el canal MTV Rusia, presentando su versión del tema «Go West», original de Village People. El 27 de septiembre de ese año, se publica el álbum Very, con producción adicional de Stephen Hague. El álbum marcó un regreso al pop electrónico más eufórico y fastuoso, que es considerado por la gran mayoría de los fanes como el mejor álbum del dúo ya que no sólo contenía ritmos totalmente bailables y enérgicos, sino que cualquiera de sus temas podría haber sido sencillo. Very se convirtió en una máquina de fabricar sencillos y de escalar rápidamente a los primeros lugares de los charts. Los niveles de venta se dispararon y por primera vez, el dúo consigue llegar al #1 en la venta de discos en el Reino Unido. La promoción del disco no solo contaba con el especial diseño de la caja (muy parecido a los esbozos de Lego), sino que también contenía carátulas alternativas con distintos colores. La imagen del dúo también cambió, ya no eran el dúo correcto y parco que apenas se movían en sus videos, sino que adoptaron trajes coloridos, sombreros con forma de conos, como si hubiesen sido extraídos de dibujos animados, con los que se disfrazaban en las presentaciones en vivo y en sus propios clips. Los vídeos promocionales de los sencillos de Very se caracterizaron por presentar animación 3D a cargo de Howard Greenhaugh, quien sería el responsable de muchos de los videoclips que sucederían al disco.
Simultáneamente a la edición de Very, Pet Shop Boys decide lanzar una versión limitada, llamada Very Relentless, que contaba con un nuevo CD de seis temas, en los cuales la participación de Chris Lowe en la composición de los temas resultaba más que evidente.
Para 1994 realizan una gira, el Discovery Tour, que los lleva a Australia, Singapur, México, Brasil, Argentina, Chile y Colombia, países en los cuales, causaron un gran impacto debido a la puesta en escena, donde mostraron una pareja de hombres semidesnudos acariciándose en una jaula, y en otra jaula, dos chicas, y que causó mucha controversia, pero que dejó muy complacidos a sus seguidores. En Colombia, se presentaron en el estadio El Campín, con una audencia de alrededor de 35.000 personas, las entradas se agotaron un mes antes de su presentación. Se temía que por ser un país de habla hispana no se convocara mucha gente pero el concierto fue considerado uno de los mejores de la década.
En 1995 lanzan Alternative, un doble CD y triple vinilo que contiene todas las caras B de sencillos publicados hasta ese momento. Verdaderas piezas de colección para los fanes son las llamadas caras B, debido a la gran calidad de sus canciones, ya que muchas veces son de mejor calidad de los lados A, pero por decisión propia, los relegan muchas veces a permanecer casi en el anonimato. Ejemplos de ello son «Paninaro», «Was that what it was?», «In the Night», «Shameless», Miserablism y We All Feel Better in the Dark entre otros; temas que hubiesen servido para que cualquier artista se hubiese consagrado. Para promocionar este recopilatorio, lanzan una nueva versión de su cara B, «Paninaro '95», decisión que les costó precisar porque estaban en la disyuntiva de promocionar el recopilatorio con Shameless.

### Bilingual,Nightlifey el musical (1996-2001)
En 1996, Bilingual experimenta con ritmos brasileños y consigue otros tres temas en el Top 10 británico: «Before», «A Red Letter Day» y «Se a vida é (That's the way life is)», una atrevida fusión de samba y pop electrónico. Al contrario de lo esperado no realizan ninguna gira de este álbum, sino que ofrecen una serie de conciertos en un mismo lugar (como si de una obra de teatro se tratase): el Savoy Theatre de Londres. De ello saldrá a la venta el VHS-DVD «Somewhere». La génesis de Bilingual se generó tras la gira Discovery, en la cual recorrieron por primera vez Sudamérica y se empaparon con sus ritmos latinos, en particular de Brasil, en la cual, el álbum demuestra claros signos de ritmos provenientes del pueblo carioca, como el bossa nova y batucada. Por su parte, la canción «Single Bilingual» fue influenciada por la banda argentina Los Fabulosos Cadillacs, con su hit «Matador». Bilingual, en el Reino Unido y países europeos, recibió fuertes críticas y no tuvo la buena aceptación que habían tenido sus discos anteriores, debido a la repentina experimentación con ritmos más bien desconocidos en ese lado del planeta. A pesar de esto, logra alcanzar el #4 puesto en los charts británicos, con 5 sencillos ingresando al top 20 de ventas. En Sudamérica, por otro lado, el éxito del disco fue rotundo, así como también cada uno de los sencillos que salieron al mercado, llegando a obtener los primeros puestos en las listas radiales. Tras el lanzamiento de este disco, el dúo decide llevar al mercado una edición especial llamada "Bilingual Especial Edition", en la cual se incluían las 12 canciones originales de Bilingual, más un nuevo disco de remezclas, incluyendo dos nuevas canciones llamadas «The Boy who couldn't keep his clothes on» y «Somewhere», original del compositor Stephen Sondheim.

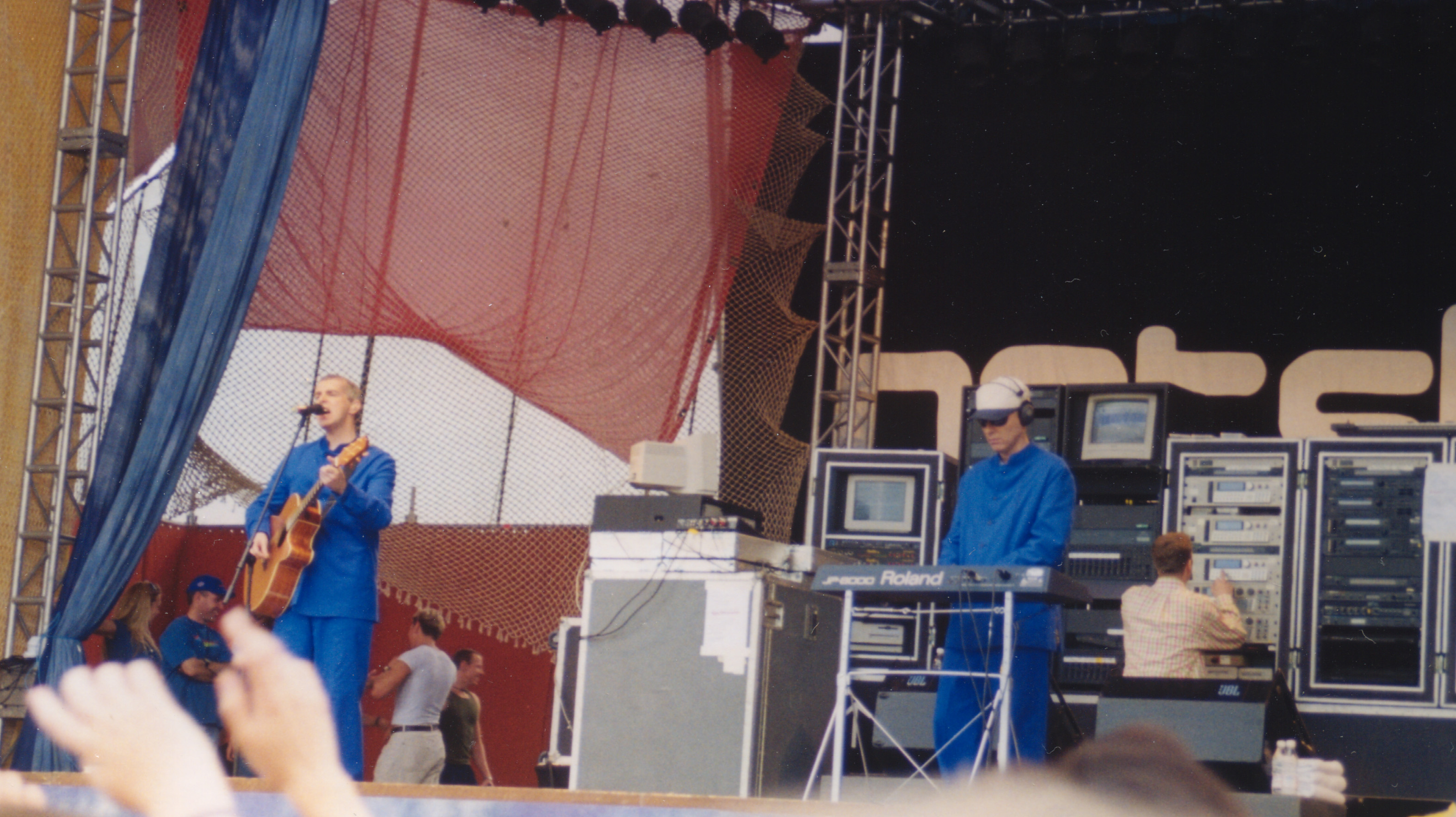
El dúo en un concierto en Turku, Finlandia en 1997

Este álbum se puede considerar como avant-garde, dado que años después a finales de esa década, invadiría en todo el mundo la llamada "latinmania". La era Bilingual es una de las más productivas de caras B en la historia de Pet Shop Boys, destacando en calidad y variedad de ritmos, en las que resaltan canciones como Betrayed, The Truck-Drive and his mate y Hit and Miss entre otros.
Tras la publicación de Bilingual, los Pet Shop Boys se meten de lleno en la producción de un musical, Closer to Heaven, de lo que se resentirá su próximo álbum Nightlife, un paseo musical por los distintos ámbitos de la vida nocturna y sus historias, lanzado el 11 de octubre de 1999 y editado tanto en CD como en minidisc. Para la confección de este nuevo álbum de estudio, los Pet Shop Boys contaron con la ayuda y colaboración de diversos artistas reconocidos en el ámbito musical como el productor escocés Craig Armstrong («The Only One», «Closer to Heaven»), el DJ David Morales («New York City Boy»,«I Don't Know What You Want But I Can't Give It Anymore»), la cantante Kylie Minogue interpretando «In Denial» y Rollo Armstrong («For your Own Good», «Radiophonic»). En este nuevo álbum, se puede ver al dúo recorriendo una serie de sonidos más ligado a las discotecas, al techno de moda y al mundo nocturno, pero sin dejar de lado ese sello que los ha caracterizado durante años. «New York City Boy» fue el tema más recordado en esa era y pegó bastante en las discotecas del Reino Unido así como las de EE. UU. El video de este hit, fue nuevamente dirigido por Howard Greenhaugh, quien recreó de forma notable el popular Studio 54. Mención aparte tienen las baladas dentro el álbum como por ejemplo «The Only One» y «You Only Tell Me You Love Me When You’re Drunk». La propuesta visual fue nuevamente lo que más destacaría en esta época ya que el dúo volvería a cambiar de imagen, adoptando un look más nocturno y underground, incorporando elementos new wave, punk y orientales. El destacado director Pedro Rommanyl, estuvo a cargo de los clips, quienes fueron alabados por la gran estética y meticulosidad de su trabajo. El vídeo "I Don't Know What You Want But I Can't Give It Anymore", ganó un premio al mejor video internacional en los premios Viva Comets Awards, en Alemania.
Tras la publicación del álbum, realizan una nueva gira mundial, llamada "Nightlife Tour", entre 1999 y el año 2000 que incluye un escenario diseñado por la prestigiosa arquitecta angloiraquí Zaha Hadid y nuevas remezclas de sus canciones más conocidas. "Nightlife Tour" tuvo inicio el 20 de octubre de 1999, en el teatro Jackie Gleason de Miami. Al poco tiempo de empezar la gira, su promotor Harvey Goldsmith, presentó problemas financieros que generaron mucha incertidumbre sobre el futuro de la gira. Finalmente, tras haberse realizado la mitad de la gira, Harvey Goldsmith Entertainments Limited quedó en bancarrota. Este fue un punto de quiebre para el dúo, donde su disolución parecía hacerse realidad. A pesar de todo, y tras conversaciones entre ellos, siguieron adelante, finalizando la gira el 12 de febrero de 2000 en Mannheim, Alemania. Más tarde, la gira sería grabada para ser comercializada como “Montage, The Nightlife Tour”, que reunía las visitas que se hicieron a los países, más un material adicional que adjuntaba los tres respectivos clips de los sencillos del último álbum y el vídeo de "For Your Own Good" que aparece al ver el concierto de forma completa.
El 31 de mayo de 2001 y, tras varios años de trabajo, se estrena en el Arts Theatre de Londres el musical Closer to Heaven (popularizado también como el primer musical del siglo XXI) coescrito con Jonathan Harvey, autor teatral de gran prestigio. Inicialmente no es el éxito esperado más que nada por las terribles críticas que recibe el musical, aun así las representaciones se realizaron a lo largo de nueve meses con un resultado de público más que notable. Para ello, el dúo también grabó un CD con cada uno de los temas que presentaron en su show. En este disco, el dúo solo se aprecia instrumentalmente ya que los temas son interpretados por otros artistas como Francis Barber, Billie Trix o Shell, entre otros. El disco tuvo buena acogida por la crítica musical y se puede escuchar a los Pet Shop Boys recorrer sonidos que se pasean por el Trip-Hop (K-Hole), Hip-Hop (Out of my system), el pop (Nine out of Ten), el dance (It’s just my little tribute to Caligula, Darling) entre variados estilos. Ese mismo año publican de nuevo sus álbumes Please, Actually, Introspective, Behaviour, Very y Bilingual completamente remasterizados y empaquetados en unas cajas especiales con numerosos detalles para sus fanes, incluyendo un segundo CD en todas las cajas con temas contemporáneos a cada disco (remezclas, caras B, colaboraciones,...), más un libreto que contiene todas las letras comentadas por los propios Neil Tennant y Chris Lowe. La decisión fue tomada en agradecimiento a sus fanes, debido a que la BBC decidió realizar un concurso telefónico en la que elegirían al grupo más importante de los 80, siendo los Pet Shop Boys elegidos con más del 80% de las preferencias.

### El acústicoRelease(2002-2005)
En 2002, el dúo lanza su álbum Release, considerado por los fanes como un impasse en la carrera musical del grupo debido a que en este álbum experimentan con composiciones que no son puramente electrónicas, sino que asistimos a la presencia de otros instrumentos electroacústicos como guitarras y percusiones. Pese a las críticas de sus fanes más acérrimos por la nueva declaración de principios de Pet Shop Boys: “Estamos totalmente distanciados de las canciones bailables porque, en su mayoría perdieron el apego a crear una serie de emociones adultas en el oyente. Ya no nos interesa ese estilo”, la crítica elogiaba al nuevo trabajo del dúo londinense, a tal punto que fueron nominados a un premio Grammy.

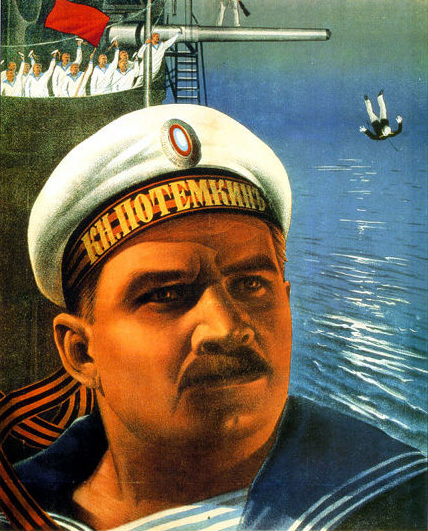
Póster promocional de 1927 de la película muda El Acorazado Potemkin, de la cual Pet Shop Boys realizó la banda sonora.

El vídeo del sencillo «Home and Dry», dirigido por Wolfgang Tillmans, fue premiado por la cadena MTV, pese a la ira de los fanáticos quienes consideran a este como el peor vídeo debido a la sencillez y carencia de temática en el vídeo. Por otra parte, su segundo sencillo «I Get Along», se vio envuelta en una controversia debido a que hacia una alusión a una conversación “ficticia”, en la cual, el primer ministro Tony Blair debió dejar fuera a su hombre fuerte y amigo, Peter Mandelson. Por lo mismo, Mandelson se reunió con el grupo para hablar sobre este asunto y evitar ir a la corte. En el video, en los instantes finales, aparecen imágenes de lo que sería el nuevo vídeo del dúo y próximo sencillo: «E-Mail», cosa que nunca sucedió. El tercer sencillo, «London», solo fue editado en Alemania donde rotó con relativo éxito, y por si esto fuera poco, «The Night I Fell in Love», tema que también está incluido en el álbum, recrea una relación homosexual en la cual un chico se enamora de su estrella pop favorita. Aquí son nombrados dos tipos: Stan (nombre con el cual se identifica al rapero estadounidense Eminem) y Dre (alusivo a Dr. Dre, afamado productor musical del género hip-hop y además mentor y maestro de Eminem). El asunto no cayó muy bien a ambos artistas y dedicaron parte de la canción Can I Bitch?, en la cual se vengaron del dúo inglés.
A finales del 2003 combaten la frialdad generada con Release con una doble antología de éxitos, PopArt, que los lleva a realizar, en el verano del 2004, una mini-gira basada en sus canciones más conocidas. El 'tour' los lleva al festival de Benicàssim y a las fiestas grandes de Bilbao. En el álbum fueron consideradas solo las canciones que llegaron al Top #20 del Reino Unido, estrenando dos nuevas canciones que también cumplieron esos requisitos: Miracles y Flamboyant. Este lanzamiento fue acompañado con la edición limitada PopArtMix [Vendida en países como Japón], en la cual, la dupla integrada por Tennant y Lowe escogió los 10 mejores mixes de sus temas, realizados por prestigiosos Djs a nivel global. En otoño del 2004 continúan la mini gira In Concert en Portugal, República Dominicana, México, Argentina y Brasil.
En 2004 trabajan en la banda sonora del filme soviético El Acorazado Potemkin de Eisenstein (1925), puesto en escena por primera vez en un concierto multitudinario en la plaza de Trafalgar, de Londres, el 12 de septiembre de 2004, en colaboración con la Orquesta Sinfónica de Dresde a cargo del director Torsten Rach. La realización del evento se debió a las conversaciones que tuvieron encargados del gobierno británico con el dúo, ya que necesitaban buscar imperiosamente un grupo pop capaz de realizar un evento de tales magnitudes. Un motivo de trasfondo en este show según la dupla, fue una manera de protestar contra la invasión a Irak de 2003 ya que la cinta contiene tintes bélicos que fueron bastante impactantes para su época (1923). El disco consiguiente sale a la venta en septiembre de 2005, bajo la autoría de “Tennant – Lowe” ya que comercialmente no pudieron utilizar el nombre de “Pet Shop Boys” en el mercado de música clásica.

### FundamentalyYes(2006-2010)
La edición de su nuevo disco de estudio, Fundamental, producido por Trevor Horn, fue lanzado el 22 de mayo de 2006, tras postergarlo por un año debido a motivos laborales, en conjunto con su nuevo éxito "I'm with Stupid", editado el 8 de mayo del mismo año y que alcanzó el número 8 en las listas británicas. En el video, la dupla humorística integrada por Matt Lucas y David Walliams, populares por la serie Little Britain, interpretan a Chris Lowe y a Neil Tennant en una parodia, donde hacen un resumen cómico de su carrera.

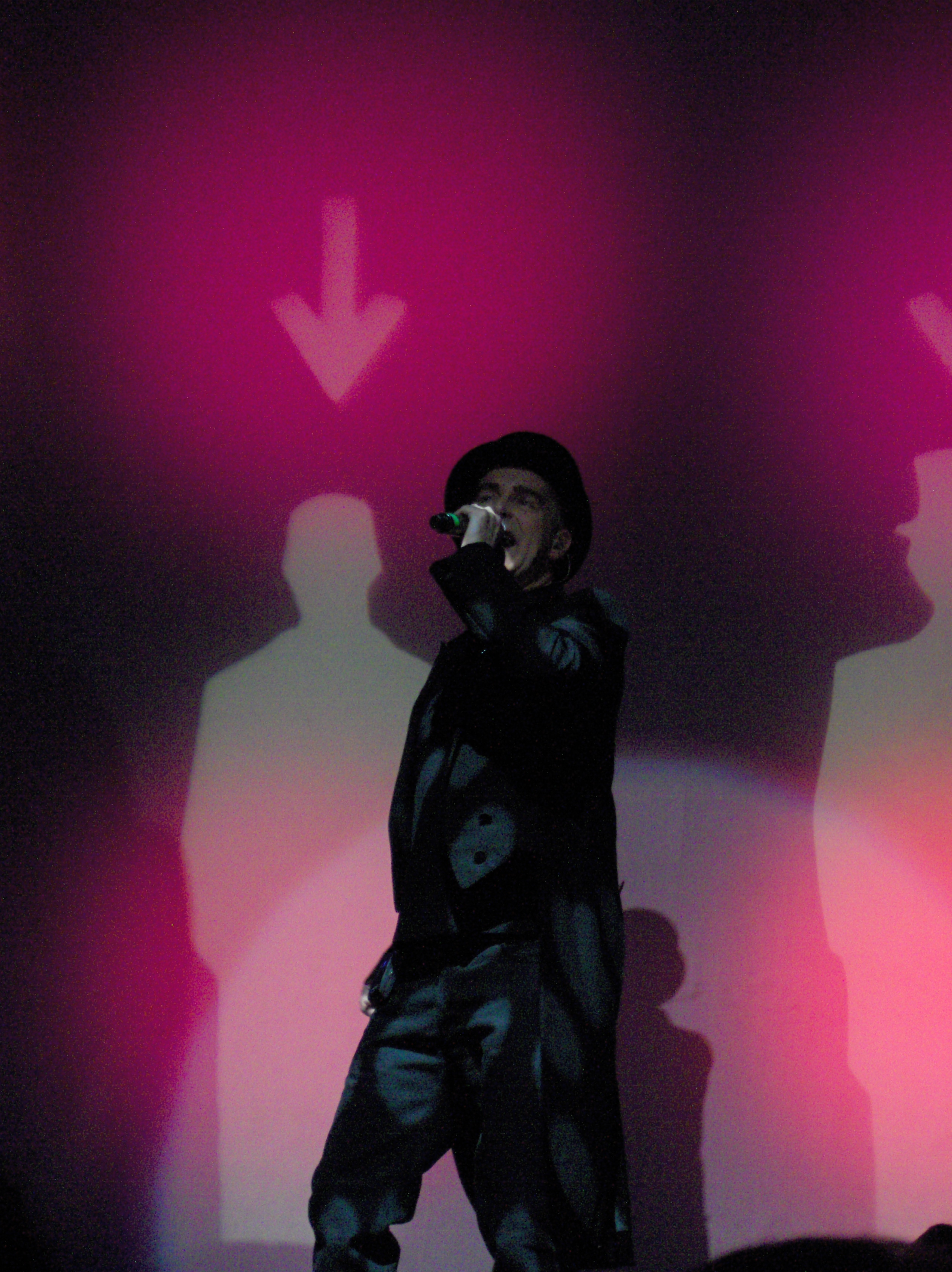
Neil Tennant interpretando en vivo en el Fundamental Tour.

El segundo sencillo, "Minimal", sólo llegó al 19, a pesar de ser considerado superior a su predecesor. Esta mala posición se atribuye en parte a problemas de distribución durante la semana de lanzamiento. En verano de ese año actuaron en varios festivales, contabilizándose hasta seis conciertos en España, uno de ellos en La Granja de San Ildefonso de Segovia donde realizaron un magnífico concierto con gran asistencia de público del El Acorazado Potemkin, lanzando posteriormente en otoño un tour mundial que comenzó en Estados Unidos. En octubre se publicó el tercer sencillo de Fundamental, "Numb", junto con el primer disco en directo del grupo, Concrete, que recoge la actuación que dieron en mayo en el Mermaid Theatre de Londres junto con la BBC Concert Orchestra y con invitados especiales como Rufus Wainwright, Frances Barber y Robbie Williams.
Numb, el tercer sencillo de Fundamental, es el segundo sencillo en toda la historia del dúo que no alcanzó el top #20 en el UK Chart y nuevamente se atribuyó a la no distribución del sencillo por parte de la discográfica. Una molestia que se evidenciaba en el propio sitio web de Pet Shop Boys, donde llamaban a denunciar si es que el sencillo no llegaba a su destino. Casi al mismo tiempo de estos dos lanzamientos ("Concrete" y "Numb") han publicado Catalogue, un libro que recoge todo el material gráfico publicado por el grupo, en su mayoría diseñado por Mark Farrow y A Life in Pop, un documental de dos horas sobre la historia del grupo que incluye los últimos vídeos de la banda.
Una vez finalizada la gira en Sudamérica y Australia realizada en los meses de marzo y abril de 2007 (cuya primera parade fue el día 5 de enero en Madrid) se embarcaron en una nueva gira europea que pasó por Alemania, Francia, Reino Unido entre otros países y evidentemente por España. Al inicio de la gira europea publicaron el DVD Cubism, grabación del concierto ofrecido el 14 de noviembre de 2006 en el Auditorio Nacional de Ciudad de México.
En octubre de este mismo año (2007) se publicó Disco 4, el cuarto álbum de la serie Disco que iniciaron en 1986, seguido de Disco 2 en 1994 y Disco 3 en 2003. Se trata de álbumes dedicados básicamente a nuevas remezclas de sus propios temas, aunque en Disco 4 dan preferencia a las remezclas realizadas para otros artistas, como Madonna, David Bowie, Yoko Ono o Rammstein entre otros. De este disco lanzaron el remix de "Integral" para promocionar el disco, eso si, la cantidad de ejemplares fue limitada a unas cuantas copias para la venta y para ser distribuidas en las discotecas de Europa y Norteamérica. El video de esta canción, cuya temática es la protesta a los IQ card, una nueva ley que identificará a los ciudadanos británicos a través de números, marca una verdadera vanguardia en tecnología ya que incorpora un sistema similar a los IQ card en la cual, al tomar fotos al videoclip con teléfonos móviles adaptados a esta tecnología, se pueden descifrar más de 150 páginas relacionadas con el tema.
El 24 de febrero se da a conocer el sencillo «Love etc.» en un video promocional realizado por Han Hoogerbrugge subido a la plataforma Youtube, para finalmente ser lanzado el 16 de marzo, alcanzando el Nº14 en el Reino Unido y N.º 1 en el Billboard's Hot Dance Club Play Chart de Estados Unidos.

El 23 de marzo de 2009 se publica Yes, décimo álbum de estudio del dúo que incluía 10 nuevas canciones junto con la mencionada pista «Love etc.», en colaboración con el estudio de producción Xenomania. Su grabación se llevó a cabo durante el 2008 bajo la producción de los propios Pet Shop Boys en conjunto con Brian Higgins y el equipo de Xenomania. El dúo británico escogió a este equipo en las grabaciones del tema «The Loving Kind» de Girls Aloud en donde comenzaron las primeras conversaciones para delimitar lo que sería el nuevo álbum de estudio. Xenomanía es coautor de tres de las canciones de esta nueva grabación («Love etc.», «The way it used to be» y «More than a dream»), mientras que el resto es composición absoluta de Pet Shop Boys. El tema «All over the world» posee un sampler de la Marcha de ballet El cascanueces del compositor ruso Piotr I. Chaikovski. El guitarrista Johnny Marr (The Smiths, Electronic) quien colaboró en álbumes anteriores como Release y Behaviour, reaparece en los créditos. Owen Pallett y sus arreglos orquestales,(The Last Shadow Puppets, Final Fantasy) también aparecen en la producción, destacándose en «Beautiful People» y «Legacy». 

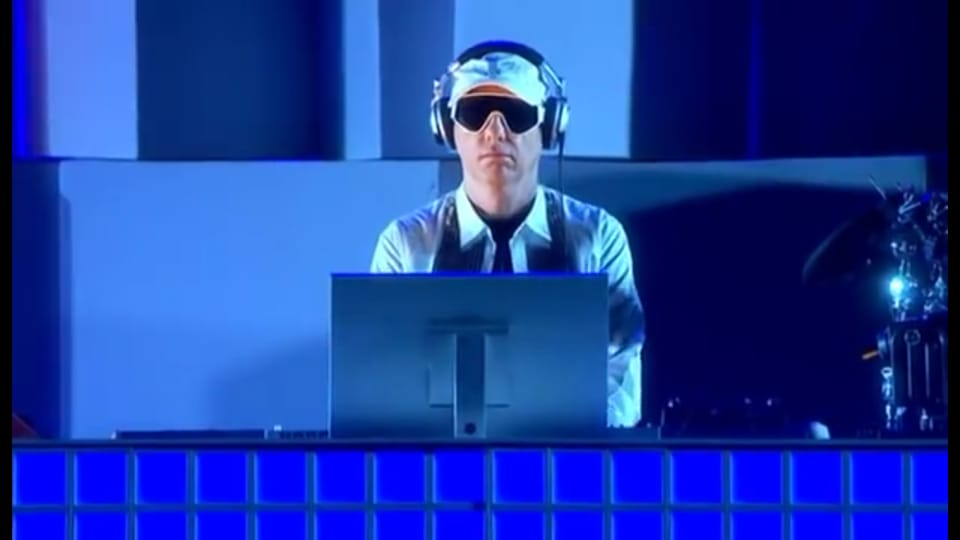
Chris Lowe en un concierto de la gira Pandemonium Tour en 2009

El 10 de junio se inicia "Pandemonium Tour", una nueva gira mundial para promocionar el álbum que lleva al dúo a recorrer Europa, Asia, Oceanía y América en toda su extensión. En esta gira han incluido una nueva versión de «Viva la vida», original del grupo británico Coldplay. En el concierto realizado en diciembre de 2009 en el O2 Arena de Londres, donde promocionan su último disco Yes y también cuenta con las mejores canciones de su carrera. Cuenta con CD y DVD, donde el CD trae 17 canciones del concierto y el DVD los 22 temas, donde también hay nuevas versiones como «West End Girls». El DVD cuenta con extras, con 3 videos musicales («Love etc.», «All Over The World», «Did You See Me Coming?»), 2 presentaciones en vivo en el O2 («My Girl», «It Doesn't Often Snow At Christmas»), también incluye la presentación en vivo en los BRIT Awards 2009 con Lady Gaga y Brandon Flowers de The Killers, y un comentario en audio de la banda y Es Devlin.
Para celebrar los 25 años del primer éxito del grupo, el 1 de noviembre de 2010, se lanzó, bajo el sello Parlophone, un álbum recopilatorio llamado Ultimate, en el cual recoge los 18 éxitos más representativos del dúo desde «West End Girls» lanzado a fines de 1985 cuando el grupo la incluyó en su primer álbum Please, hasta Love etc. incluida en el álbum Yes y lanzada en la primavera de 2009. Esta recopilación incluye un sencillo inédito, "Together".

### Treinta años de carrera,Elysium, Electricy cambio de sello (2011-2015)

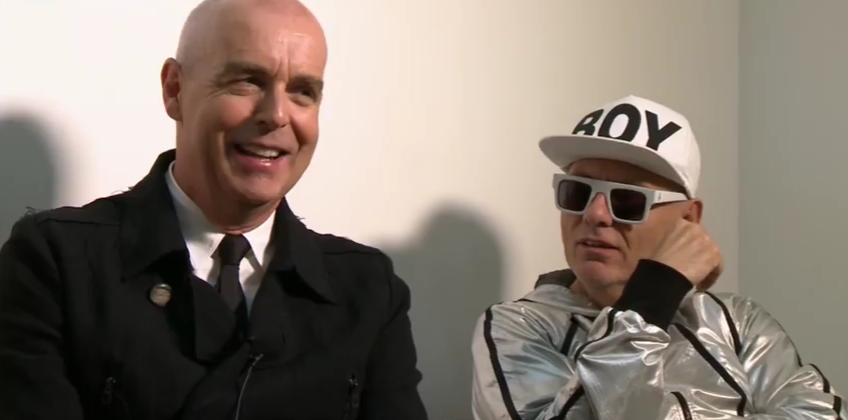
Neil Tennant (izquierda) y Chris Lowe (derecha) en 2013.

El 28 de septiembre de 2011, Pet Shop Boys anunció que tenía escritas 16 nuevas canciones para su siguiente álbum de estudio (sucesor de Yes). En aquel momento esperaban comenzar a grabar los nuevos temas en noviembre de 2011 para lanzar el álbum en el 2012. Mientras tanto, Format, un álbum recopilatorio de caras B desde 1996 a 2009, se publicó el 6 de febrero de 2012, como una continuación del álbum Alternative.
En enero de 2012, Pet Shop Boys anunció en su web oficial que habían comenzado a grabar su nuevo álbum en Los Ángeles con el productor Andrew Dawson. El 6 de junio de ese mismo año, se anuncia en su página web el título del nuevo álbum, Elysium y se publica una canción del mismo llamada "Invisible". A principios de agosto, se lanzó "Winner", el primer sencillo del nuevo álbum, en Estados Unidos y Europa. Elysium sale a la venta por todo el mundo el 10 de septiembre. Según el sitio web Jenesaispop, "Elysium es álbum disfrutable en la belleza de sus melodías, adecuado para el período de madurez que vive el dúo, y al mismo tiempo también para las nuevas generaciones que disfrutan de la elegancia de Jessie Ware o Frank Ocean. El 15 de octubre, se lanzó el segundo sencillo de este nuevo álbum: "Leaving". El 31 de diciembre de 2012 se publicó el tercer y último sencillo del undécimo álbum de Pet Shop Boys, "Memory of the Future", una versión mezclada por Stuart Price.
Tras 28 años de relación con la fonográfica Parlophone, el 14 de marzo de 2013, los Pet Shop Boys anunciaron en un comunicado en su web oficial que dejaban su casa discográfica de toda la vida para cambiarse a Kobalt Label Services, quienes alojan a artistas como Björk, Jake Bugg, Beck, Eddie Vedder entre otros. Este mismo día, también sorprendieron a todo el mundo anunciando un nuevo álbum que se llamará Electric y fue lanzado el 15 de julio de 2013. El disco está producido por Stuart Price, quién ha colaborado con Madonna, Kylie Minogue, The Killers o Scissor Sisters, etc. El álbum recibió elogios por su estilo dance, lo que le ha valido que varios críticos y la audiencia lo consideren su mejor álbum desde Very en 1993, alcanzando el puesto #3 en las listas de los discos más vendidos de 2013 en Reino Unido. Este nuevo álbum está compuesto de 9 pistas, una de ellas, titulada "The last to die" es un cover de Bruce Springsteen; Además, el tema "Thursday" está cantado junto al rapero británico Example. El 30 de abril en su página oficial, el dúo publicó su primer sencillo: "Axis". Según la crítica es su mejor disco de los últimos 20 años y el que más ha vendido en este periodo, llegando al Top 3 en las listas de UK y Top 5 en España. En mayo de 2013 iniciaron una gira por todo el mundo llamada Electric Tour donde visitaron Chile, Argentina, Paraguay, Brasil, Colombia, Asia (el dúo se presentó por primera vez en Filipinas, Indonesia, China y Tailandia), Líbano, Israel, Turquía, Europa y América del Norte.

### Super,Hotspoty Nonetheless(2016-presente)
El 15 de enero de 2016 se lanzó una curiosa campaña viral por todo el mundo con una web llamada whatissuper.co sin datos mostrando una cuenta atrás para ser lanzado el día 21 de enero a la 1 GMT, con un teaser musical y la palabra "Super" cambiando de color, también se han podido ver carteles en ciudades como Londres, Roma, Berlín o París. Todo apunta a que se trata de la presentación del nuevo disco de Pet Shop Boys, ya que el sonido de ese teaser que se puede escuchar en la web posee muchas características del dúo británico. Finalmente se confirma que el nuevo álbum se llama Super y se publica el 1 de abril. El 18 de marzo, se lanza el sencillo principal del álbum, «The Pop Kids». La canción alcanzaría el puesto #1 en las listas de Dance Club Songs de los EE. UU.En conjunto con el lanzamiento del álbum, realizaron una serie de conciertos del 20 al 23 de julio del 2016 en el Royal Opera House bajo el nombre de "Inner Sanctum".
El dúo lanza su decimocuarto álbum titulado Hotspot el 22 de enero de 2020. El álbum es la tercera colaboración con el productor Stuart Price, después de Electric en 2013 y Super en 2016, presentando 10 pistas y un disco extra de edición limitada de versiones instrumentales de todas las pistas. Inicialmente programada para comenzar a mediados del año 2020, Dreamworld tour, fue pospuesta por la pandemia COVID-19 y finalmente comenzó en mayo de 2022. La gira, actualmente en curso, ha recorrido países de Europa y Latinoamérica, pasando por festivales reconocidos como el Festival de Glastonbury, Primavera Sound y otros festivales en Madrid, Porto, Santiago, Sao Paulo o Lima. Entre septiembre y octubre de 2022, el dúo encabezó la gira Unity Tour en Norteamérica junto a New Order.
El 3 de marzo de 2022, se anuncia una colaboración con el dúo synth-pop Soft Cell, lanzando el sencillo conjunto «Purple Zone». Escrita por Soft Cell con producción de remixes de Pet Shop Boys, la canción presenta las voces de Marc Almond y Neil Tennant.
El 14 de marzo de 2023, el dúo anunció en su sitio web que habían comenzado a trabajar en su decimoquinto álbum de estudio con el productor James Ford. Mientras tanto, se lanzó el EP Lost, compuesto por música grabada durante las sesiones de Super. El 24 de enero de 2024, el título del álbum Nonetheless y su portada se anunciaron con una fecha de lanzamiento el 26 de abril, junto con su primer sencillo, «Loneliness», cuyo video musical fue lanzado en YouTube. El 5 de abril, lanzaron su segundo sencillo «Dancing Star», una canción inspirada en la vida del bailarín ruso Rudolf Nuréyev. Nonetheless se posicionó en segundo lugar en las listas británicas en su primera semana de lanzamiento, siendo el puesto más alto logrado desde 1993, con su #1 Very, cayendo en su segunda semana al puesto 45.Posteriormente publican dos sencillos más, «A New Bohemia», el 4 de junio, y «Feel», el 20 de agosto. En noviembre de 2024, recibieron el premio "Pop Pioneers" de los premios MTV Europe Music Awards.

## Influencias
El dúo tuvo gran éxito en Estados Unidos en la segunda mitad de los 80, con éxitos como "West End Girls" que alcanzó el número uno en los charts. Su último sencillo que entró en el Top 40, "Domino Dancing", alcanzó el número 18 en los charts norteamericanos en 1988. Desde entonces, el grupo ha gozado de culto y éxito en los clubes estadounidenses con ocho números uno en el "Billboard Dance charts". Además, el dúo británico ha realizado numerosas giras mundiales, en 1989, 1991, 1994, 1999-2000, 2002, 2006-2007, 2009-2010, 2013-2014 y 2016-2017. Durante cada gira, presentan un gran número de conciertos en Estados Unidos principalmente, además de múltiples presentaciones en el resto del mundo.
Su álbum de estudio, Fundamental, fue lanzado bajo el sello discográfico Parlophone el 22 de mayo de 2006. Este alcanzó el puesto número 5 en Reino Unido y en el resto de Europa el segundo lugar. El primer sencillo del álbum, "I'm With Stupid" fue lanzado en Reino Unido el 8 de mayo de 2006, alcanzado el puesto número 8 en los charts británicos de sencillos. En diciembre, el dúo fue nominado para dos premios Grammy en las categorías "Mejor Grabación Dance" ("I'm With Stupid") y "Mejor Álbum Dance/Electrónico" (Fundamental).
En 2003, el libro Billboard's Hot Dance/Disco 1974-2003 aparecían como el cuarto grupo con más éxito en las listas de éxitos de música disco y de baile de Estados Unidos, tras Madonna, Janet Jackson y Donna Summer. En octubre de 2005, una banda tributo sueca llamada West End Girls obtuvo el número tres en las listas de éxitos de su país con una versión de "Domino Dancing". En enero de 2006 publicaron su versión de "West End Girls", y su disco se publicó en junio. Pet Shop Boys también tienen una banda tributo en Birmingham, llamada Pet Shop Noise, que actúan en el Reino Unido desde hace varios años.
El disco de Madonna Confessions on a Dance Floor, publicado en noviembre de 2005, incluye una canción llamada "Jump", que tiene muchos parecidos con "West End Girls". En una entrevista en Popjustice con Stuart Price, el productor del disco, dijo que "Jump" está totalmente inspirada por Chris Lowe. Parece ser que durante la grabación del disco, Madonna dijo "Pet Shop Boys! I fucking love them!" ("¡Pet Shop Boys! ¡Me encantan!"). Pet Shop Boys remezclaron también "Sorry", el segundo sencillo del disco. Este remix se ha convertido en uno de los preferidos por los fanes de Madonna, ya que en su última gira ha estado usando esta versión en lugar de la que aparece en su disco. La historia entre Madonna y Pet Shop Boys se remonta a 1988 con la canción "Heart". Fue compuesta por el dúo con la idea de ofrecérsela a Madonna para que la cantara ella, pero no se atrevieron a llamarla para proponérselo y la grabaron ellos mismos, en dicho video del éxito interviene el famoso actor Ian Mckellen (X-Men, El Señor De Los Anillos, entre otros), como "vampiro enamorado". La canción fue número uno en las listas británicas. Más tarde, en 1991, incluyeron una referencia irónica a Madonna en la canción "DJ Culture", tras el divorcio de Madonna y Sean Penn. Tennant escribe, "Like Liz before Betty / She after Sean / suddenly you're missing / then you're reborn" ("Como Liz antes de Betty / Ella después de Sean / de repente estás perdido / y entonces renaces"). Tennant se refiere a la 'reinvención' por la que Madonna estaba pasando en esa época. Madonna también homenajeó a Pet Shop Boys en la gala de los Brit Awards de 2006, al nombrarlos como uno de los artistas británicos que influyeron en su música durante su discurso tras haberle sido entregado el premio a la mejor artista internacional por Tennant.
El dibujante de cómics estadounidense Thomas K. Dye, conocido por crear el web-cómic satírico Newshounds, comenzó intentando hacer un libro de cómics llamado The Boy Shop Pets, al que le puso este nombre porque los protagonistas eran animales. Fue escrito entre noviembre de 1991 y enero de 1992.
El artista Robbie Williams, el grupo británico Keane, Scissor Sisters, The Killers y la cantante Kylie Minogue, también han mencionado a Pet Shop Boys frecuentemente como influencias. La canción del grupo estadounidense Guns N' Roses "November Rain" está inspirada en "My October Symphony", según Axl Rose, líder del grupo. Los cantantes George Michael y Elton John también han declarado su admiración por la dupla inglesa, en especial este último, quien ha grabado en conjunto In Private, del disco Fundamentalism y anteriormente ya había hecho duplas para la TV inglesa con el tema Believe/Song for a Guy.
El periódico inglés The Daily Telegraph colocó, en el lugar número 18, a Pet Shop Boys en un conteo de los mejores compositores ingleses. Chris Harvey declara: "We were never being boring (Nunca fuimos aburridos)", cantó Tennant en 1990 y, 18 años después, todavía suena como el mejor epíteto para la carrera de composición del dúo que el que comenzó con "Opportunities" (Let's Make Lots of Money).

### Lados B
Una de las características destacables del dúo son la gran cantidad y calidad de los lados B que acompañan a sus sencillos promocionales. Si bien, los Pet Shop Boys han declarado que algunas de sus mejores canciones son lados B, porque "en un lado B puedes hacer lo que quieras", podemos encontrar aquí, la verdadera esencia musical de estos británicos, que en reiteradas oportunidades para muchos críticos de música, no pueden explicarse cómo dejan fuera de los álbumes de estudio a canciones que superan en cuanto a ritmo y calidad a sus caras A. El primer compilado de lados B fue editado en 1995, se tituló Alternative y reunía a todos los temas entre los años 1985-1995. Paradójicamente, una gran cantidad de estos temas ya habían sonado bastante en las radioemisoras en su primera edición como caras B, entre las que destacan «In The Night», «Paninaro», «Shameless», «Miserablism», «We All Feel Better In The Dark», e incluso, algunas llegaron a tener una muy alta ubicación en listas de algunos países. En la gira de Pet Shop Boys, Fundamental Tour, específicamente en su paso por Sudamérica y Oceanía, el dúo utilizó dos caras B en su tracklist: «Paninaro» y «We’re the Pet Shop Boys», en Electric Tour, se utilizó «I Get Excited (You Get Excited Too)» y en la gira Dreamworld: The Greatest Hits Live, el dúo interpretó «Paninaro». En febrero de 2012, Pet Shop Boys lanza el álbum Format que es un recopilatorio de caras B desde 1996 a 2009, presentado como una secuela del álbum Alternative.

### Colaboraciones
Desde los primeros años en los cuales, Pet Shop Boys, adquirió notoriedad mundial, comenzaron a colaborar con prestigiosos artistas ya consagrados como es el caso de Liza Minnelli, a quien le produjeron 7 de sus canciones de su álbum "Results" y también a su amiga, la ya fallecida Dusty Springfield. Más tarde vendría el turno de Boy George, con la conocida canción que iría en la banda sonora de la película The Crying Game, tema del mismo nombre. Electronic, Pete Burns, Eighth Wonder, Blur, Suede, Cicero, Kylie Minogue, Fat Les 2000, Robbie Williams, Myu, David Bowie, Peter Rauhofer, The Killers, Yoko Ono, Superchumbo, DJ Fresh, Rufus Wainwright, Rammstein, Madonna, Atomizer, Alcázar, Morten Harket, Bloodhound Gang, Kiki Kokova, Girls Aloud, Tina Turner, Lady GaGa, Claptone, Jean Michel Jarre y el exfutbolista del Arsenal de Inglaterra Ian Wright son algunos de los artistas a los cuales el dúo ha aportando tanto como compositores, producción, vocalización o remezclando, trabajo que últimamente le ha traído bastantes y buenos dividendos, llegando al #1 de los charts más prestigiosos de música bailable.

## Premios y reconocimientos

### Premios
A lo largo de su carrera, el dúo británico ha ganado una serie de premios y reconocimientos a sus trabajos musicales e influencias a generaciones posteriores. He aquí una lista no exhaustiva de algunos de los premios que han recibido:
- 1987 - Brit Awards, Mejor Sencillo: West End Girls.[74]
- 1987 - Premio Ivor Novello, Mejor sencillo Británico: West End Girls.[75]
- 1988 - Brit Awards, Mejor grupo Británico: Pet Shop Boys.[76]
- 1988 - Premio Ivor Novello, Mejor grupo Británico: Pet Shop Boys.[77]
- 1988 Houston Film Festival Awards: Gold Jury Award: It Couldn’t Happen Here.[31]
- 1988 [Berolina Awards]: Group of the Year[78]
- 1991 [Music Week's Awards]: Best Video Of The Year 1990: Being Boring
- 1994 [Siggraph Wave Awards]: Best Music Video: Liberation
- 1994 [Effects & Animation Festival Awards]: Best Music Video: Liberation
- 1999 [Viva Comet Awards (Alemania)]: Best International Video: I Don't Know What You Want but I Can’t Give It Any More
- 1999 [El País De Las Tentaciones (El País)]: Best International Band
- 2000 [Outstanding Contribution to British Music]
- 2000 [RSH Gold Awards (Germany)]: Best International Band
- 2000 [Guinness Records]: Music: The Title most Longest: I Don´t Know What You Want But I Can’t Give it any More
- 2003 [MTV European Music Awards]: Best Music Video: Home and Dry
- 2003 [A-ward]: Pioneers Of Pop: Outstanding Contribution to Pop Music
- 2003 [World Award]: World Arts Award: An honor presented to artists who have achieved international acclaim through their profession and have decisively influenced contemporary culture. [el Award fue presentado por el presidente de World Art Awards, Mijaíl Gorbachov]
- 2004 ['Q' Award]: 'Q' Inspiration Award: An honor from british 'Q' Magazine presented to artists who have done much for the music industry.
- 2007 [Pixel Awards]: Pet Shop Boys web design
- 2008 [Guinness Records]: Music: The most successful duo in the Pop History
- 2009 [Brit Awards]: Outstanding Contribution to Music.[14]
- 2011 [Evening Standard Award]: Beyond Theatre Award
- 2013 - ['Q' Award]: "Outstanding Contribution To Music"[79]
- 2015 - [MAMA]: "Worldwide Inspiration Award"[80]
- 2017 - [VO5 NME Awards]: "Godlike Genius Award"[81]

### Nominaciones
- 1986 [MTV Music Awards]: Best New Band
- 1994 [MTV European Music Awards]: Best Cover: Go West
- 1997 [39rd Annual Grammy Awards (London)]: Best Dance Song: To Step Aside (Hasbrouck Heights Mix)
- 2000 15th Annual The Winter Music Conference's International Dance Music Awards (Miami, Florida)]: Best Dance Artist/Group
- 2000 Best HI NRG/Euro 12”: New York City Boy
- 2000 [4th Annual Gay/Lesbian American Music Awards (New York's Manhattan Center)]: Best Dance Track: New York City Boy
- 2000 [Music Week's Creative & Design Awards (London)]: Best Design Of A Series Of Sleeves
- 2000 [Music Week's Creative & Design Awards (London)]: 2000 Best Album Design
- 2001 [43rd Annual Grammy Awards]: Remixer Of The Year: Peter Rauhofer: Pet Shop Boys - I Don't Know What You Want (Peter Rauhofer Roxy Anthem)
- 2002 [44th Annual Grammy Awards]: Best Packaging: Release
- 2007 [49th Annual Grammy Awards]: Best Dance Recording: Pet Shop Boys "I'm With Stupid"
- 2007 [49th Annual Grammy Awards]: Best Dance Record: Pet Shop Boys "Fundamental"
- 2009 [52nd Annual Grammy Awards]: Best Electronic/Dance Album: Pet Shop Boys "Yes"

## Discografía
| - Please (1986) - Actually (1987) - Introspective (1988) - Behaviour (1990) - Very (1993) - Bilingual (1996) - Nightlife (1999) - Release (2002) - Fundamental (2006) - Yes (2009) - Elysium (2012) - Electric (2013) - Super (2016) - Hotspot (2020) - Nonetheless (2024) - Discography: The Complete Singles Collection (1991) - Alternative (1995) - Essential (1998) - PopArt: The Hits (2003) - Back to Mine: Pet Shop Boys (2005) - Party (2009) - Ultimate (2010) - Format (2012) - Smash: The Singles 1985–2020 (2023) | - Concrete (2006) - Pandemonium (2010) - Inner Sanctum (2019) - Discovery: Live in Rio 1994 (2021) - Disco (1986) - Disco 2 (1994) - Disco 3 (2003) - Disco 4 (2007) - Closer to Heaven (2001) - Battleship Potemkin (2005) - The Most Incredible Thing (2011) - Musik (2019) - My Beautiful Laundrette (2020) - Christmas (2009) - Agenda (2019) - Lost (2023) - Furthermore (2024) |

## Giras
- MCMLXXXIX Tour (1989)
- Performance Tour (1991)
- Discovery Tour (1994)
- Somewhere Residency (1997)
- Nightlife Tour (1999–2000)
- Uni/Release Tour (2002)
- Fundamental Tour (2006–2007)
- Pandemonium Tour (2009–2010)
- Electric Tour (2013–2015)
- Super Tour (2016–2019)
- Dreamworld: The Greatest Hits Live (2022–2025)
- Unity Tour (con New Order) (2022)